# Edmund Hickeringill
Edmund Hickeringill (Aberford, 1631 – 1708) è stato un religioso e militare inglese, fu un controversista religioso e cappellano militare nel reggimento di Robert Lilburne durante la Guerra civile inglese. Compì numerosi viaggi, in particolare in Giamaica dalla quale riportò delle memorie di viaggio che ebbero all'epoca un notevole successo.

## Biografia
Nato nel villaggio di Aberford, vicino a Leeds, suo padre, Edmund Hickorngill, era un sostenitore del papista Sir John Gascoigne. Nel 1647 venne ammesso al St John's College (Cambridge) dove probabilmente subì l'influenza del ministro della fede anglicano e libellista Zachary Cawdrey. Nel 1651 Hickorngill ottenne il suo Bachelor of Arts e nel 1651 entrò come fellow presso il Gonville and Caius College di Cambridge, dove nell'estate del 1652 conseguì il Master of Arts. Il 24 agosto di quello stesso anno si fece battezzare per fare il suo ingresso nella chiesa battista di Hexham (Northumberland) la cui congregazione lo nominò ministro della fede nel dicembre di quello stesso anno.
Venne subito mandato in qualità di inviato in Scozia dove giunse a Dalkeith e dove venne affidato dal Generale George Monck al reggimento comandato da Robert Lilburne in qualità di cappellano militare. A seguito delle sue esperienze militari le sue opinioni religiose iniziarono a barcollare e nel maggio del 1653 si convertì al quaccherismo, facendo perde tracce di sè. Tornato a Dalkeith dichiarò pubblicamente di avere abbandonato la religione e venne scomunicato dalla congregazione battista locale. Dopo aver abbandonato il suo ministero, ricevette il grado di militare di tenente all'interno del reggimento di cui era stato cappellano.
Dopo aver soggiornato per quattro anni in Scozia, dove ricoprì l'incarico di governatore del maniero di Finlarig Castle (Perthshire), entrò a far parte di una missione estera con il grado di capitano al servizio del generale George Fleetwood, allora ambasciatore in Svezia. Lasciò Hull con una compagnia di 125 mercenari per presidiare la guarnigione di Buckstaho, presso Brema, partecipando all'assedio di Helsingør. Fece numerosi viaggi tra i quali in Spagna e Portogallo e nelle Indie Occidentali, dove redasse una descrizione della Giamaica nel suo epistolario noto con il titolo di Letters to Thoresby. All'epoca della Restaurazione inglese fece ritorno in Inghilterra dove ebbe un discreto successo pubblicando il suo resoconto di viaggio in Giamaica nel 1661 dedicandolo a re Carlo II. Come ricompensa il sovrano lo nominò Segretario di Stato per la Giamaica sotto il governatorato di Thomas Hickman-Windsor, I Conte di Plymouth. Tuttavia non ricoprì mai tale incarico poiché, poco prima di partire per la Giamaica, decise di tornare a ricoprire il ruolo di ministro della fede su invito del vescovo di Lincoln Robert Sanderson, il quale, insieme al vescovo di Londra, Gilbert Sheldon, considerarono Hickeringill particolarmente adatto ad amministrare la promettente fioritura della fede nonconformista preso Colchester (Essex). Hickeringill andò ad abitare nel vicino villaggio di Wix, dove si sposò ed ebbe sei figli, quattro figlie e due figli.
Ottenuto nuovamente il ruolo di ministro della fede si rivelò tanto fedele alla corona quanto dissidente nei confronti dell'autorità vescovile. Nel 1664 subì un processo presso la corte ecclesiastica anglicana su istanza di alcuni parrocchiani fedeli dissidenti che denunciarono come Hickeringill si rifiutasse di recitare i Trentanove articoli di religione così come erano stati codificati dall'Atto di uniformità del 1662. Questo non fu che l'inizio di un aspro periodo di schermaglie e attacchi reciproci tra Hickeringill ed la parte più dissidente dei suoi fedeli. Nel 1668 venne espulso dalla sua abitazione di Wix da una folla inferocita di parrocchiani provenienti da più villaggi, mettendolo questa volta in cattiva luce anche con l'autorità del vescovo.
Nel 1673 apparve un suo libello in polemica contro il trattato di Andrew Marvell Rehearsal Transpros’d, e contro il separatismo religioso da questo sostenuto.